# حزب المنصة المدنية
حزب المنصة المدنية (بالبولندية: Platforma Obywatelska) هو حزب سياسي بولندي، أسس في 24 يناير 2001، يقع مقره في وارسو، وقد بلغ عدد أعضائه 17,000 في 2015.

## أعضاء بارزون
- كود سباركل
- تحديث القائمة

- دونالد توسك
- برونيسواف كوموروفسكي
- بافل أداموفيتش (2001 - 2015)
- إيفا كوباتش
- جيرزي بيك (2001 - )
- توماش فرانكوفسكي
- Radosław Sikorski
- Grzegorz Schetyna
- Rafał Trzaskowski
- جان كرزيستوف بيليكي